# Ровере Кјеза (Форли-Чезена)
Ровере Кјеза (итал. Rovere Chiesa) је насеље у Италији у округу Форли-Чезена, региону Емилија-Ромања.
Према процени из 2011. у насељу је живело 15 становника. Насеље се налази на надморској висини од 47 м.